# 全国ママさんバスケットボール交歓大会
全国ママさんバスケットボール交歓大会は既婚者を対象とした大会であり、毎年7月か8月に3日間の日程で開催されている。大会は一般の部と、43歳以上を対象としたシニアの部に分かれている。2004年より43歳以上の未婚者の参加が可能となった。
大会は8チームずつのブロックに分かれ、各ブロックはトーナメント形式で試合を行う。参加チーム数は原則として80チーム。
2011年の第30回記念大会（大阪）は東日本大震災復興支援事業と位置付け各種支援を行った。
大会主催は日本バスケットボール協会・日本家庭婦人バスケットボール連盟、後援が朝日新聞社等となっている。